# Thorold
Thorold es una ciudad de la provincia de Ontario, Canadá, que es capital de la Municipalidad Regional de Niágara, en la zona conocida como la Escarpada del Niágara. El canal Welland pasa por el centro de la ciudad.

## Historia
Los primeros datos de Thorold o del Municipio 9, como era conocido entonces, proceden de 1788. Las primeras comunidades en lo que ahora es Thorold, fueron Beaverdams, DeCew Falls y St. Johns. Pero tras la apertura del canal Welland en 1829, fueron reubicadas y nacieron las localidades de Thorold, Allanburg y Port Robinson.

## Geografía
La ciudad incluye los barrios de Allanburg, Beaverdams, Confederation Heights, Port Robinson, St. Johns, Rolling Meadows, Thorold South y Turner's Corners.

### Parques

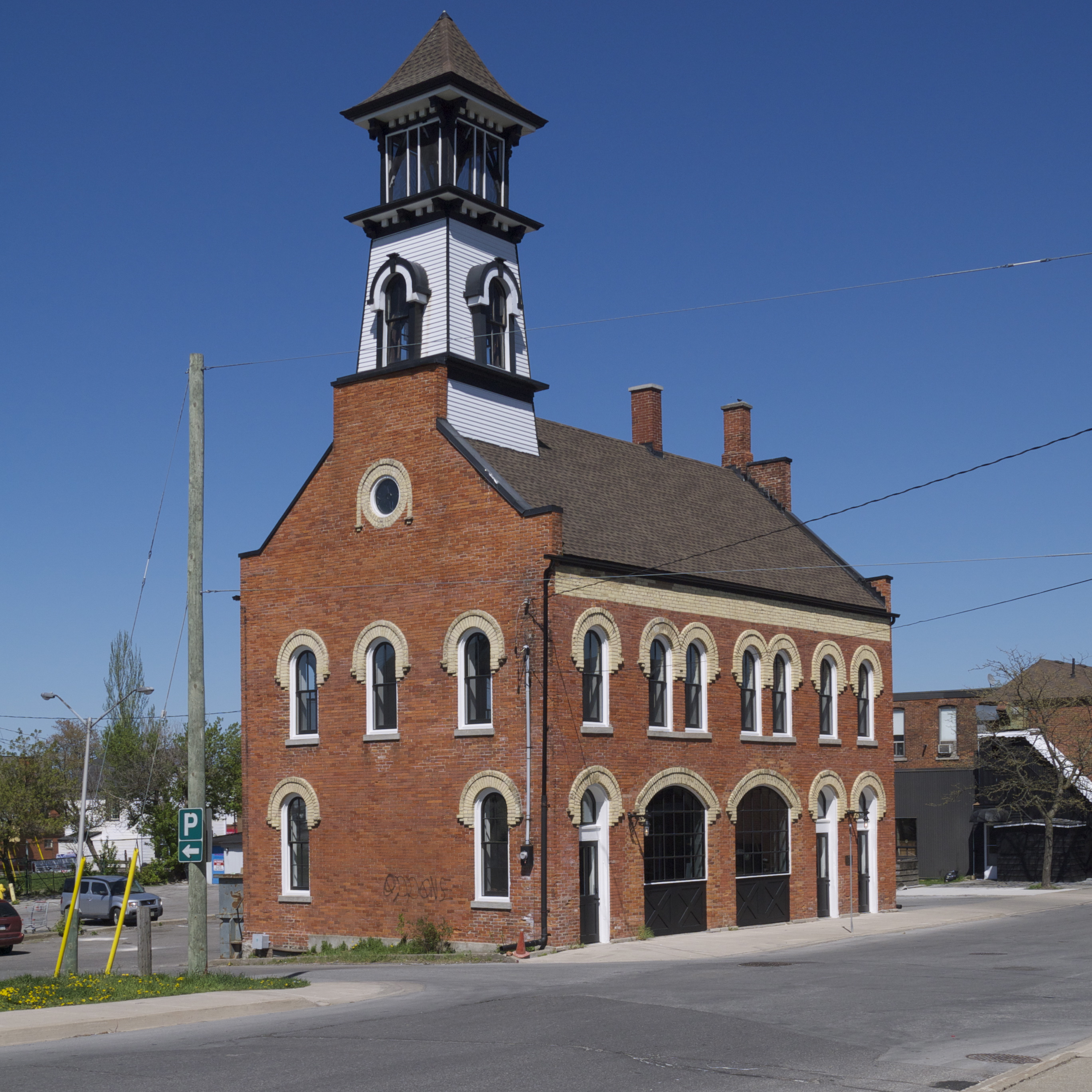

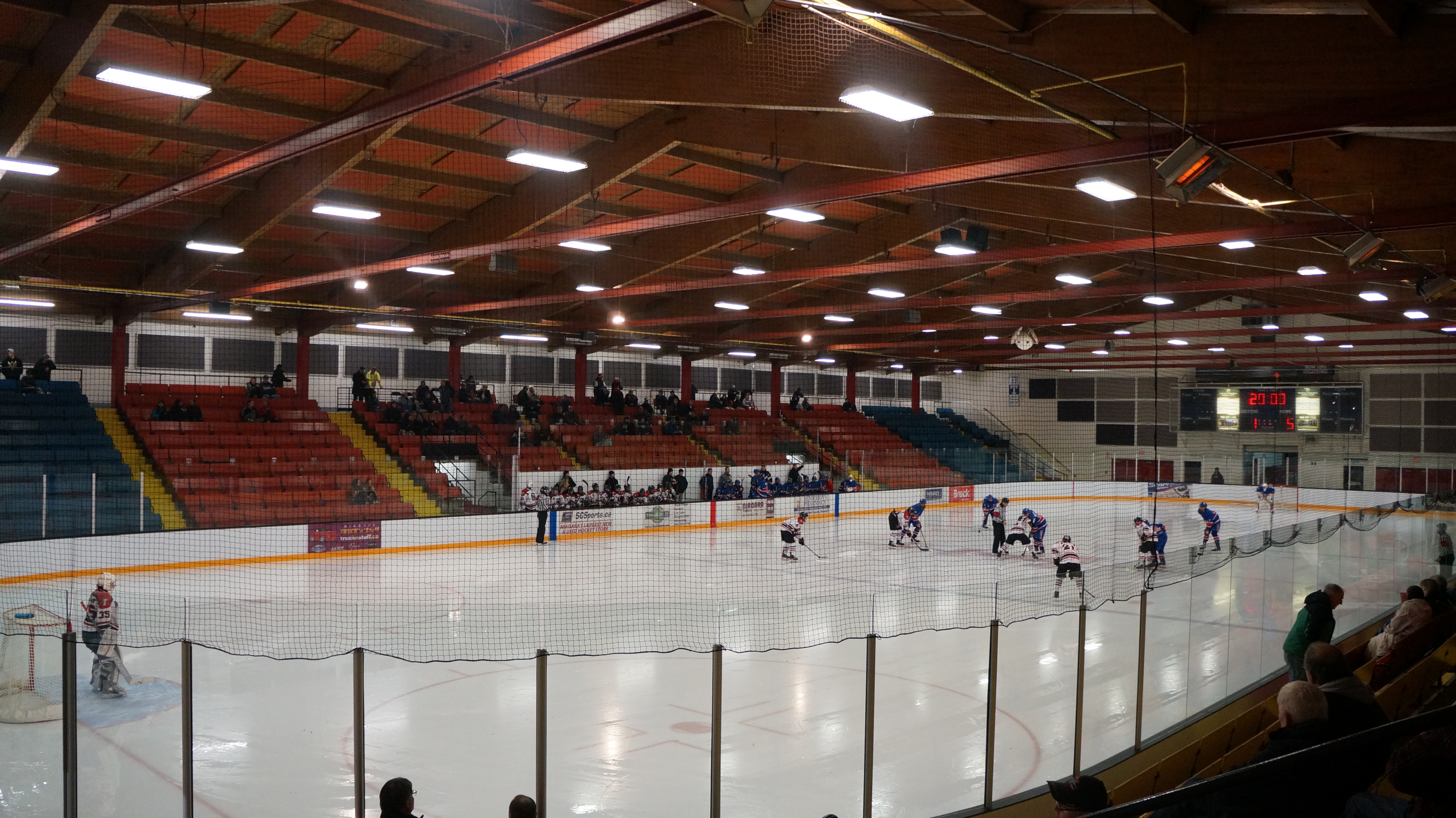